# AFC Solidarity Cup 2016
De AFC Solidarity Cup 2016 was de eerste editie van een nieuw internationaal voetbaltoernooi dat werd gehouden tussen 2 en 15 november 2016 in Maleisië. Het toernooi werd opgericht door de Aziatische voetbalbond als vervanging van de AFC Challenge Cup, die werd in 2014 voor het laatst gehouden. Op dit toernooi doen de als laagst geklasseerde landen mee.

## Deelnemende landen
Op dit toernooi mochten de landen meedoen die in de eerste ronde van het kwalificatietoernooi voor de Azië Cup van 2019 uitgeschakeld werden. Dit waren 6 landen. Daarnaast mochten ook nog de 3 verliezers van de play-off ronde in hetzelfde kwalificatietoernooi meedoen aan de Solidarity Cup. Bangladesh en Pakistan trokken zich uiteindelijk terug waardoor er in plaats van negen, zeven deelnemers aan dit toernooi meededen.
| Land       | Aantal deelnames | Kwalificatie                                                                    |
| ---------- | ---------------- | ------------------------------------------------------------------------------- |
| Brunei     | 1 (debuut)       | Na verlies tegen Chinees Taipei in de eerste ronde van Azië Cup kwalificatie.   |
| Macau      | 1 (debuut)       | Na verlies tegen Cambodja in de eerste ronde van Azië Cup kwalificatie.         |
| Mongolië   | 1 (debuut)       | Na verlies tegen Oost-Timor in de eerste ronde van Azië Cup kwalificatie.       |
| Nepal      | 1 (debuut)       | Na verlies tegen India in de eerste ronde van Azië Cup kwalificatie.            |
| Pakistan   |                  | Na verlies tegen Jemen in de eerste ronde van Azië Cup kwalificatie.            |
| Sri Lanka  | 1 (debuut)       | Na verlies tegen Bhutan in de eerste ronde van Azië Cup kwalificatie.           |
| Laos       | 1 (debuut)       | Na verlies tegen Maldiven de play-off ronde van Azië Cup kwalificatie.          |
| Bangladesh |                  | Na verlies tegen Bhutan in de play-off ronde van Azië Cup kwalificatie.         |
| Oost-Timor | 1 (debuut)       | Na verlies tegen Chinees Taipei in de play-off ronde van Azië Cup kwalificatie. |

## Stadions
| Kuching                                  | · Kuching |
| Sarawakstadion Capaciteit 40.000         | · Kuching |
| Sarawak Negeri Stadion Capaciteit 26.000 | · Kuching |
|                                          | · Kuching |

## Loting
De loting vond plaats op 8 september 2016 om 15:00 (UTC+8) in Kuala Lumpur, Maleisië. De indeling van de potten bij de loting werden gebaseerd op de FIFA ranking van augustus 2016. Op dat moment was nog niet bekend welke landen vanuit de play-off ronde van de Azië Cup zouden instromen in dit toernooi. Die wedstrijden waren op 6 september en 11 oktober.
| Kwalificatie                 | Pot   | Team       | FIFA Ranking (aug.'16) |
| ---------------------------- | ----- | ---------- | ---------------------- |
| eerste ronde verliezers      | Pot 1 | Nepal      | 188                    |
| eerste ronde verliezers      | Pot 1 | Sri Lanka  | 193                    |
| eerste ronde verliezers      | Pot 2 | Pakistan   | 194                    |
| eerste ronde verliezers      | Pot 2 | Macau      | 195                    |
| eerste ronde verliezers      | Pot 3 | Brunei     | 198                    |
| eerste ronde verliezers      | Pot 3 | Mongolië   | 202                    |
| de play-off ronde verliezers | Pot 4 | Laos       | 177                    |
| de play-off ronde verliezers | Pot 4 | Bangladesh | 183                    |
| de play-off ronde verliezers | Pot 4 | Oost-Timor | 186                    |

## Groepsfase

### Groep A
| Pos | Land       | Wed | Win | Gel | Ver | DV | DT | +/- | Pnt |
| --- | ---------- | --- | --- | --- | --- | -- | -- | --- | --- |
| 1   | Nepal      | 2   | 1   | 1   | 0   | 3  | 0  | +3  | 4   |
| 2   | Brunei     | 2   | 1   | 0   | 1   | 4  | 3  | +1  | 3   |
| 3   | Oost-Timor | 2   | 0   | 1   | 1   | 0  | 4  | −4  | 1   |

|                                                  |                                                                  |       |            |                                                                         |
| 2 november 2016 «onderlinge duels» 19:30 (UTC+8) | Brunei                                                           | 4 – 0 | Oost-Timor | Sarawakstadion, Kuching Toeschouwers: 100 Scheidsrechter: Payam Heidari |
| 2 november 2016 «onderlinge duels» 19:30 (UTC+8) | Azwan Ali Rahman 63', 69' Shahrazen Said 71' (pen.) Adi Said 80' |       |            | Sarawakstadion, Kuching Toeschouwers: 100 Scheidsrechter: Payam Heidari |

|                                                  |            |       |       |                                                                                     |
| 5 november 2016 «onderlinge duels» 19:30 (UTC+8) | Oost-Timor | 0 – 0 | Nepal | Sarawak Negeri Stadion, Kuching Toeschouwers: 315 Scheidsrechter: Saoud Ali Al-Adba |
| 5 november 2016 «onderlinge duels» 19:30 (UTC+8) |            |       |       | Sarawak Negeri Stadion, Kuching Toeschouwers: 315 Scheidsrechter: Saoud Ali Al-Adba |

|                                                  |                                                                 |       |        |                                                                             |
| 8 november 2016 «onderlinge duels» 19:30 (UTC+8) | Nepal                                                           | 3 – 0 | Brunei | Sarawakstadion, Kuching Toeschouwers: 210 Scheidsrechter: Mohammed Al-Hoish |
| 8 november 2016 «onderlinge duels» 19:30 (UTC+8) | Nawayug Shrestha 45+2' Bharat Khawas 72' Bimal Magar 80' (pen.) |       |        | Sarawakstadion, Kuching Toeschouwers: 210 Scheidsrechter: Mohammed Al-Hoish |

### Groep B
| Pos | Land      | Wed | Win | Gel | Ver | DV | DT | +/- | Pnt |
| --- | --------- | --- | --- | --- | --- | -- | -- | --- | --- |
| 1   | Macau     | 3   | 2   | 1   | 0   | 7  | 3  | +4  | 7   |
| 2   | Laos      | 3   | 2   | 0   | 1   | 6  | 5  | +1  | 6   |
| 3   | Mongolië  | 3   | 1   | 0   | 2   | 3  | 5  | −2  | 3   |
| 4   | Sri Lanka | 3   | 0   | 1   | 2   | 2  | 5  | −3  | 1   |

|                                                  |                      |       |                                                 |                                                                                     |
| 3 november 2016 «onderlinge duels» 16:30 (UTC+8) | Sri Lanka            | 1 – 2 | Laos                                            | Sarawak Negeri Stadion, Kuching Toeschouwers: 100 Scheidsrechter: Mohammed Al-Hoish |
| 3 november 2016 «onderlinge duels» 16:30 (UTC+8) | Asikur Rahuman 90+3' |       | 58' Moukda Souksavath 83' Khamphanh Sonthanalay | Sarawak Negeri Stadion, Kuching Toeschouwers: 100 Scheidsrechter: Mohammed Al-Hoish |

|                                                  |                      |       |                             |                                                                     |
| 3 november 2016 «onderlinge duels» 19:30 (UTC+8) | Macau                | 2 – 1 | Mongolië                    | Sarawakstadion, Kuching Toeschouwers: 90 Scheidsrechter: Jansen Foo |
| 3 november 2016 «onderlinge duels» 19:30 (UTC+8) | Niki Torrão 14', 75' |       | 29' Mönkh-Erdeniin Tögöldör | Sarawakstadion, Kuching Toeschouwers: 90 Scheidsrechter: Jansen Foo |

|                                                  |                          |       |                                                        |                                                                       |
| 6 november 2016 «onderlinge duels» 16:30 (UTC+8) | Laos                     | 1 – 4 | Macau                                                  | Sarawakstadion, Kuching Toeschouwers: 67 Scheidsrechter: Kim Woo-sung |
| 6 november 2016 «onderlinge duels» 16:30 (UTC+8) | Khamphanh Sonthanalay 3' |       | 21' Lao Pak Kin 67' Leong Ka Hang 79', 87' Niki Torrão | Sarawakstadion, Kuching Toeschouwers: 67 Scheidsrechter: Kim Woo-sung |

|                                                  |                                            |       |           |                                                                                             |
| 6 november 2016 «onderlinge duels» 19:30 (UTC+8) | Mongolië                                   | 2 – 0 | Sri Lanka | Sarawak Negeri Stadion, Kuching Toeschouwers: 226 Scheidsrechter: Muhammad Nazmi Nasaruddin |
| 6 november 2016 «onderlinge duels» 19:30 (UTC+8) | Naranbold Nyam-Osor 50' (pen.), 66' (pen.) |       |           | Sarawak Negeri Stadion, Kuching Toeschouwers: 226 Scheidsrechter: Muhammad Nazmi Nasaruddin |

|                                                  |                  |       |                   |                                                                                |
| 9 november 2016 «onderlinge duels» 19:30 (UTC+8) | Sri Lanka        | 1 – 1 | Macau             | Sarawak Negeri Stadion, Kuching Toeschouwers: 93 Scheidsrechter: Payam Heidari |
| 9 november 2016 «onderlinge duels» 19:30 (UTC+8) | Kavindu Ishan 5' |       | 86' Choi Weng Hou | Sarawak Negeri Stadion, Kuching Toeschouwers: 93 Scheidsrechter: Payam Heidari |

|                                                  |          |                                                                                       |      |                                                                             |
| 9 november 2016 «onderlinge duels» 19:30 (UTC+8) | Mongolië | 0 – 3                                                                                 | Laos | Sarawakstadion, Kuching Toeschouwers: 321 Scheidsrechter: Saoud Ali Al-Adba |
| 9 november 2016 «onderlinge duels» 19:30 (UTC+8) |          | 7' (pen.) Sitthideth Khanthavong 21' Khouanta Sivongthong 83' Xaisongkham Champathong |      | Sarawakstadion, Kuching Toeschouwers: 321 Scheidsrechter: Saoud Ali Al-Adba |

## Knock-outfase
|  | halve finale          | halve finale          |   |                       | finale                | finale |
|  |                       |                       |   |                       |                       |        |
|  | 12 november – Kuching |                       |   |                       |                       |        |
|  | Nepal                 | 2 (3)                 |   |                       |                       |        |
|  | Laos                  | 2 (0)                 |   |                       |                       |        |
|  |                       |                       |   |                       |                       |        |
|  |                       |                       |   |                       | 15 november – Kuching |        |
|  |                       |                       |   |                       | Nepal                 | 1      |
|  |                       | Macau                 | 0 |                       |                       |        |
|  |                       |                       |   |                       |                       |        |
|  |                       |                       |   |                       | derde plaats          |        |
|  | 12 november – Kuching | 12 november – Kuching |   | 14 november – Kuching | 14 november – Kuching |        |
|  | Macau                 | 1 (4)                 |   | Laos                  | 3                     |        |
|  | Brunei                | 1 (3)                 |   |                       | Brunei                | 2      |

### Halve finale
|                                                   |                                         |              |                                                                       |                                                                              |
| 12 november 2016 «onderlinge duels» 16:45 (UTC+8) | Nepal                                   | 2 – 2 (n.v.) | Laos                                                                  | Sarawak Negeri Stadion, Kuching Toeschouwers: 117 Scheidsrechter: Jansen Foo |
| 12 november 2016 «onderlinge duels» 16:45 (UTC+8) | Bimal Magar 47' Ananta Tamang 104'      |              | 18', 117' Xaisongkham Champathong                                     | Sarawak Negeri Stadion, Kuching Toeschouwers: 117 Scheidsrechter: Jansen Foo |
| 12 november 2016 «onderlinge duels» 16:45 (UTC+8) | Strafschoppen                           |              |                                                                       | Sarawak Negeri Stadion, Kuching Toeschouwers: 117 Scheidsrechter: Jansen Foo |
| 12 november 2016 «onderlinge duels» 16:45 (UTC+8) | Heman Gurung Bikram Lama Sujal Shrestha | 3 – 0        | Bounlien Bounpachack Sitthideth Khanthavong Chanthaphone Waenvongsoth | Sarawak Negeri Stadion, Kuching Toeschouwers: 117 Scheidsrechter: Jansen Foo |

|                                                   |                                              |              |                                                                          |                                                                        |
| 12 november 2016 «onderlinge duels» 19:30 (UTC+8) | Macau                                        | 1 – 1 (n.v.) | Brunei                                                                   | Sarawakstadion, Kuching Toeschouwers: 331 Scheidsrechter: Kim Woo-sung |
| 12 november 2016 «onderlinge duels» 19:30 (UTC+8) | Leong Ka Hang 59'                            |              | 27' Shahrazen Said                                                       | Sarawakstadion, Kuching Toeschouwers: 331 Scheidsrechter: Kim Woo-sung |
| 12 november 2016 «onderlinge duels» 19:30 (UTC+8) | Strafschoppen                                |              |                                                                          | Sarawakstadion, Kuching Toeschouwers: 331 Scheidsrechter: Kim Woo-sung |
| 12 november 2016 «onderlinge duels» 19:30 (UTC+8) | Niki Torrão Leong Ka Hang Chan Man Sio Ka Un | 4 – 3        | Faiq Bolkiah Shahrazen Said Rosmin Kamis Azwan Saleh Maududi Hilmi Kasmi | Sarawakstadion, Kuching Toeschouwers: 331 Scheidsrechter: Kim Woo-sung |

### Troostfinale
|                                                   |                                                                                   |       |                         |                                                                                     |
| 14 november 2016 «onderlinge duels» 19:30 (UTC+8) | Laos                                                                              | 3 – 2 | Brunei                  | Sarawakstadion, Kuching Toeschouwers: 257 Scheidsrechter: Muhammad Nazmi Nasaruddin |
| 14 november 2016 «onderlinge duels» 19:30 (UTC+8) | Keoviengpheth Lithideth 6' Sitthideth Khanthavong 53' Xaisongkham Champathong 82' |       | 24', 55' Shahrazen Said | Sarawakstadion, Kuching Toeschouwers: 257 Scheidsrechter: Muhammad Nazmi Nasaruddin |

### Finale
Omdat Guam en Koeweit wegvielen uit de kwalificatie voor de Azië Cup 2019 bepaalde de AFC dat de finalisten van dit toernooi opnieuw mogen instromen in de derde ronde. Zowel Nepal als Macau waren eerder al uitgeschakeld in dat kwalificatietoernooi.  
|                                                   |                    |       |       |                                                                         |
| 15 november 2016 «onderlinge duels» 19:30 (UTC+8) | Nepal              | 1 – 0 | Macau | Sarawakstadion, Kuching Toeschouwers: 157 Scheidsrechter: Payam Heidari |
| 15 november 2016 «onderlinge duels» 19:30 (UTC+8) | Sujal Shrestha 29' |       |       | Sarawakstadion, Kuching Toeschouwers: 157 Scheidsrechter: Payam Heidari |

| AFC Solidarity Cup Winnaar 2016 |
| ------------------------------- |
|                                 |
| NEPAL 1ste                      |

| Fair Play Prijs | Fair Play Prijs | Fair Play Prijs | Topscorer      | Topscorer      | Topscorer      | Meest waardevolle speler | Meest waardevolle speler | Meest waardevolle speler |
| --------------- | --------------- | --------------- | -------------- | -------------- | -------------- | ------------------------ | ------------------------ | ------------------------ |
| Laos            | Laos            | Laos            | Shahrazen Said | Shahrazen Said | Shahrazen Said | Leong Ka Hang            | Leong Ka Hang            | Leong Ka Hang            |

## Doelpuntenmakers
4 doelpunten
- Shahrazen Said
- Xaisongkham Champathong
- Niki Torrão

2 doelpunten
- Azwan Ali Rahman
- Khamphanh Sonthanalay

- Sitthideth Khanthavong
- Leong Ka Hang

- Naranbold Nyam-Osor
- Bimal Magar

1 doelpunt
- Adi Said
- Keoviengpheth Lithideth
- Khouanta Sivongthong
- Moukda Souksavath
- Choi Weng Hou

- Lao Pak Kin
- Mönkh-Erdeniin Tögöldör
- Ananta Tamang
- Bharat Khawas

- Nawayug Shrestha
- Sujal Shrestha
- Asikur Rahuman
- Kavindu Ishan